# Bredträsks kapell
Bredträsks kapell är ett kapell som tillhör Bjurholms församling i Luleå stift. Kapellet ligger i byn Bredträsk drygt tre mil väster om Bjurholm.

## Kyrkobyggnaden
Åren 1957-1959 anlades en kyrkogård på platsen och ett kapell uppfördes efter ritningar av Kjell Wretling.
Kapellet har en stomme av tegel och täcks av ett valmat tak belagt med lertegel. Ytterväggarna är vitputsade.
Kyrkorummet har vitputsade väggar och ett vinklat innertak klätt med blåmålad träpanel. Kyrkorummet har lös bänkinredning och ett golv täckt med novilonmatta. Vänster om altaret finns ett burspråk som ger sidoljus.
Utanför kapellet finns en fristående klockstapel med spånklädd huv.